# سیارک ۹۸۰

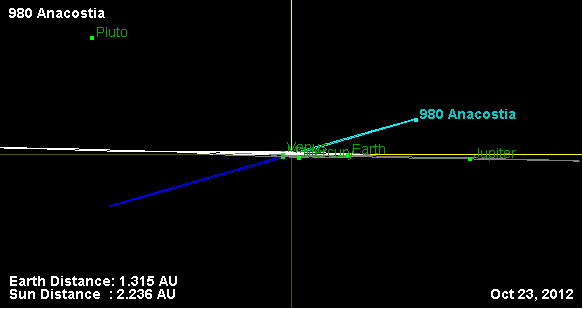
نمایی از محل قرارگیری سیارک ۹۸۰ در مدار – ۲۰۱۲

سیارک ۹۸۰ (به انگلیسی: 980 Anacostia، نامگذاری:1921W19) نهصد و هشتادمین سیارک کشف شده‌است که در ۲۱ نوامبر ۱۹۲۱ و در واشنگتن کشف شد.
قدر مطلق سیارک برابر ۷٫۸۵ است.